# Lista de prefeitos de Parnamirim (Rio Grande do Norte)
Esta é a lista de prefeitos de Parnamirim, município brasileiro do estado do Rio Grande do Norte.
Parnamirim tornou-se oficialmente um município em 17 de dezembro de 1958, com a promulgação da lei estadual 2.325 pelo então governador Dinarte de Medeiros Mariz. A instalação formal do município aconteceu em 10 de janeiro de 1959, quando o primeiro prefeito, nomeado pelo governador, tomou posse.
| Nº | Prefeito                     | Imagem                   | Partido                     | Início do mandato     | Fim do mandato         | Vice-prefeito                         | Observações                                    |
| -- | ---------------------------- | ------------------------ | --------------------------- | --------------------- | ---------------------- | ------------------------------------- | ---------------------------------------------- |
| 1  | Deoclécio Marques de Lucena  |                          |                             | 10 de janeiro de 1959 | 31 de janeiro de 1960  | —                                     | Prefeito nomeado pelo governador Dinarte Mariz |
| 2  | Ilson Santos de Oliveira     |                          | PSD                         | 31 de janeiro de 1960 | 31 de janeiro de 1965  | Francisco Fernandes Pimenta           | Prefeito e vice eleitos                        |
| 3  | José Augusto Nunes           |                          | PSD                         | 31 de janeiro de 1965 | 31 de janeiro de 1970  | Luiz Sabino de Sena                   | Prefeito e vice eleitos                        |
| 4  | Antenor Neves de Oliveira    |                          | MDB                         | 31 de janeiro de 1970 | 31 de janeiro de 1973  | Ulisses Ávila Neto                    | Prefeito e vice eleitos                        |
| 5  | Marcelino de Almeida Neto    |                          | ARENA                       | 31 de janeiro de 1973 | 31 de janeiro de 1977  | Mário Medeiros                        | Prefeito e vice eleitos                        |
| 6  | Antenor Neves de Oliveira    |                          | ARENA                       | 31 de janeiro de 1977 | 31 de janeiro de 1983  | Manoel José dos Santos                | Prefeito e vice eleitos                        |
| 7  | Sadi Mendes Sobreira         |                          | PDS                         | 31 de janeiro de 1983 | 4 de janeiro de 1984   | Fernando Bandeira de Mello            | Prefeito e vice eleitos                        |
| 8  | Fernando Bandeira de Mello   |                          | PDS                         | 4 de janeiro de 1984  | 31 de dezembro de 1988 | —                                     | Vice-prefeito eleito no cargo                  |
| 9  | Raimundo Marciano de Freitas |                          | PDS                         | 1 de janeiro de 1989  | 31 de dezembro de 1992 | Pedro Raimundo de Souza               | Prefeito e vice eleitos                        |
| 10 | Flávio Martins dos Santos    |                          | PMDB                        | 1 de janeiro de 1993  | 31 de dezembro de 1996 | Júlio César Andrade Neves de Oliveira | Prefeito e vice eleitos                        |
| 11 | Raimundo Marciano de Freitas |                          | PPB                         | 1 de janeiro de 1997  | 31 de dezembro de 2000 | Francisco Sales Cabral                | Prefeito e vice eleitos                        |
| 12 | Agnelo Alves                 |                          | PMDB                        | 1 de janeiro de 2001  | 31 de dezembro de 2008 | Francisco Sales Cabral                | Prefeito eleito e vice reeleito                |
| 12 | Agnelo Alves                 | PSB                      | Maurício Marques dos Santos | 1 de janeiro de 2001  | 31 de dezembro de 2008 | Prefeito reeleito e vice eleito       |                                                |
| 13 | Maurício Marques dos Santos  |                          | PDT                         | 1 de janeiro de 2009  | 31 de dezembro de 2016 | Epifânio Bezerra de Lima              | Prefeito e vice eleitos                        |
| 13 | Maurício Marques dos Santos  | Maria Lúcia Costa Thiago | PDT                         | 1 de janeiro de 2009  | 31 de dezembro de 2016 | Prefeito reeleito e vice eleita       |                                                |
| 14 | Rosano Taveira da Cunha      |                          | PRB                         | 1 de janeiro de 2017  | 31 de dezembro de 2024 | Elienai Dantas Cartaxo                | Prefeito e vice eleitos                        |
| 14 | Rosano Taveira da Cunha      | Republicanos             | Kátia Carvalho de Lima      | 1 de janeiro de 2017  | 31 de dezembro de 2024 | Prefeito reeleito e vice eleita       |                                                |
| 15 | Raimunda Nilda da Silva Cruz |                          | Kátia Carvalho de Lima      | Solidariedade         | 1 de janeiro de 2025   | até a atualidade                      | Prefeita eleita e vice reeleita                |